# 1223

## Esdeveniments
- Lluís VIII de França anomenat rei
- Inici del regnat de Sanç II de Portugal
- Batalla del riu Kalka amb victòria dels mongols
- Primer pessebre vivent[1]
- Segrest de Valdemar II

## Naixements
- Elionor de Provença

## Necrològiques
- 27 de març - Mirepoix, França: Ramon Roger I de Foix, comte de Foix.
- 14 de juliol - Mantes: Felip II de França o Felip August, rei de França (n. 1180).[2]